# Thamnobryum siamense
Thamnobryum siamense là một loài rêu trong họ Neckeraceae. Loài này được (Horik. & Ando) Nog. mô tả khoa học đầu tiên năm 1975.